# Kerktoren (Staphorst)

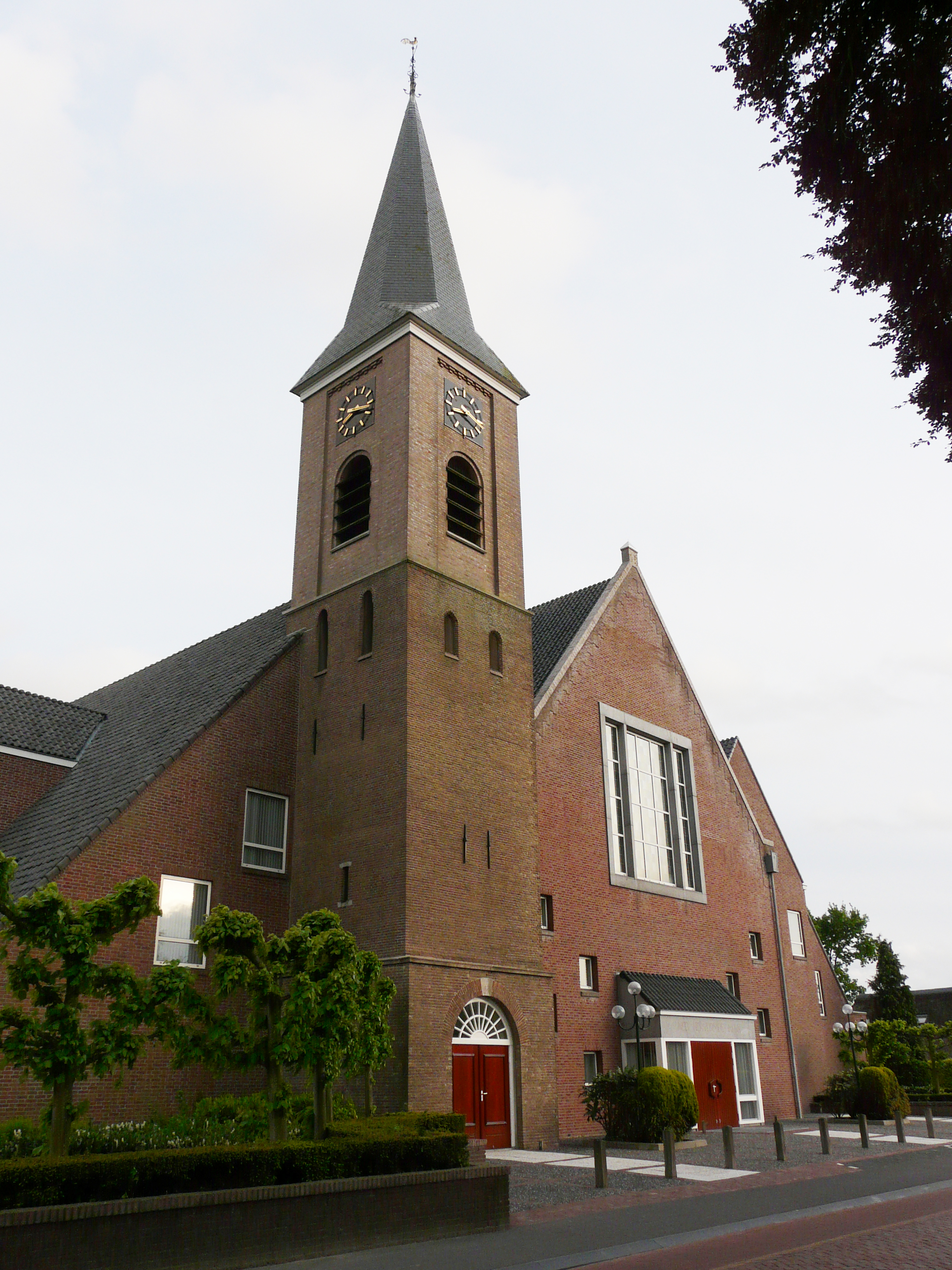
De uit 1763 daterende toren van de kerk van Staphorst

De Kerktoren van Staphorst is een uit 1763 daterende toren, die erkend is als een rijksmonument. De toren heeft een hoogte van 32,0 meter.

## Geschiedenis
De toren van de Hersteld Hervormde Kerk te Staphorst werd gebouwd in 1763. De toren, die uit drie geledingen bestaat, werd in 1908 gerestaureerd. Op een sluisteen staat, dat de eerste steen in 1763 werd gelegd door Magdalena Maria van Dam, dochter van de plaatselijke predikant Cornelis van Dam. De oude kerk is afgebroken en in de jaren vijftig van de 20e eeuw vervangen door een geheel nieuw kerkgebouw, dat tegen de oude toren aan werd gebouwd. De oude kerkklok, die dateert uit 1512, bevindt zich niet meer in de toren, maar staat in het nabijgelegen plantsoen. Het uurwerk van de oude toren is in bruikleen afgestaan aan het Klokkengieterijmuseum te Heiligerlee. De toren is erkend als een rijksmonument.
Kerk en kerktoren dateren uit de 18e eeuw. Staphorst was ook daarvoor in het bezit van een kerk. Omdat het dorp waarschijnlijk meerdere malen is verplaatst vanwege de ontginning van het gebied werden die oudere kerken, na de verplaatsing van het dorp, weer afgebroken. De oudste kerk werd voor 1282 gebouwd en de volgende in 1436. De oudste kerken van Staphorst waren verbonden met twee kloosters in het gebied, het aan Maria gewijde benedictijner klooster Soetendale of Dickninge gesticht in 1325 bij De Wijk en het eveneens aan Maria gewijde Mariënklooster of Zwartewatersklooster, dat in 1233 werd gesticht.
In 1990 is de kerktoren verhoogd van 20,0 naar 32,0 meter. Dit is gebeurd omdat de kerk in dat jaar is vergroot en anders de toren daarbij qua bouwmassa sterk onderschikt zou raken aan de kerk.